# Кривцов Юрій Іванович
Кривцо́в Ю́рій Іва́нович (нар. 7 лютого 1979) — український і французький професійний велогонщик, майстер спорту України міжнародного класу.

## Біографія
Юрій Іванович Кривцов народився 7 лютого 1979 року в місті Первомайську Миколаївської області.
Заняття велоспортом розпочав в Первомайській ДЮСШ у заслуженого тренера України Віктора Тофана. Згодом переїхав до Донецька, де продовжив навчання під керівництвом Миколи Мирзи.
Професійну кар'єру розпочав у 2002 році в команді «Жан Делатур» (Jean Delatour).
У 2004 — 2007 роках виступав за команду «Аж2р-Превоянс» (AG2R Prévoyance), у 2008 — 2011 роках — за команду «Аж2р-Ла Мондіаль» (AG2R La Mondiale).
З 2012 року — велогонщик українсько-італійської команди «Лампре-ІСД» (Lampre-ISD).
У 2004 році в складі національної збірної України брав участь в XXVIII літніх Олімпійських іграх в Афінах.

## Спортивні досягнення
Чотириразовий Чемпіон України (1998, 2000, 2001, 2004 років).
Учасник велогонки «Джиро д'Італія»: 2006 (114 місце), 2007 (71 місце), 2008 (107 місце), 2009 (116 місце).
Брав участь в «Тур де Франс»: 2003 (85 місце), 2004 (95 місце), 2005 (90 місце).
У 2007 році брав участь у «Вуельті», посів у підсумку 48 місце.

## Нагороди і відзнаки
- Майстер спорту міжнародного класу.
- Нагороджений медаллю «За заслуги перед містом» (16 вересня 2006 року)[1].

## Родина
Одружений. Дружина — Наталія Коваль. В липні 2004 року у подружжя народився син Денис. Мешкає в містечку Сен-Себастьян-сюр-Луар (Франція).
Молодший брат Юрія Кривцова — майстер спорту міжнародного класу Дмитро Кривцов, також велогонщик команди «Lampre-ISD».